# 傑爾庫爾河
傑爾庫爾河（烏克蘭語：Деркул），是俄羅斯和烏克蘭的界河，由羅斯托夫州和盧甘斯克州負責管轄，屬於北頓涅茨河的左支流，河道全長165公里，流域面積5,180平方公里，發源自中俄羅斯高地。